# Sultan Al-Touqi
Sultan Al-Touqi (en árabe: سلطان محمد سعيد الطوقي‎; Sinaw, Omán; 2 de enero de 1984) es un exfutbolista de Omán que jugaba en la posición de centrocampista.

## Carrera

### Club
| Periodo   | Club             |
| --------- | ---------------- |
| 2003–2005 | Muscat Club      |
| 2005–2006 | Qadsia SC        |
| 2006–2007 | Al-Salmiya SC    |
| 2007–2008 | Al-Shamal SC     |
| 2008–2009 | Al-Shabab Kuwait |
| 2009      | Al-Shabab SC     |
| 2009–2010 | Al-Suwaiq        |

### Selección nacional
Jugó para Omán en 19 ocasiones de 2004 a 2007 y anotó cuatro goles; participó en dos ediciones de la Copa Asiática y en los Juegos Asiáticos de 2006.

## Logros
- Liga Profesional de Omán (1): 2009-10
- Copa de la Corona de Kuwait (1): 2006
- Supercopa de Omán (2): 2004, 2005
- Copa Al Khurafi (1): 2005-06
- Copa de Clubes Campeones del Golfo (1): 2005